# Нехојашу (Бузау)
Нехојашу (рум. Nehoiașu) насеље је у Румунији у округу Бузау у општини Нехоју. Oпштина се налази на надморској висини од 407 m.

## Становништво
Према подацима из 2002. године у насељу је живело 400 становника, од којих су сви румунске националности.